# اللغة الهولندية الوسطى
اللغة الهولندية الوسطى هو اسم أطلق على عدد من اللهجات الجرمانية الغربية التي تولّدت من اللغة الهولندية القديمة التي كانت منطوقة ومكتوبة في هولندا بين عامي 1150 و 1500.